# Gabinete Pimenta Bueno
O Gabinete Pimenta Bueno foi o ministério formado pelo Partido Conservador em 29 de setembro de 1870 e dissolvido em 7 de março de 1871. Foi chefiado por José Antônio Pimenta Bueno, Visconde de São Vicente, sendo o 20º gabinete do Império do Brasil após o estabelecimento do Decreto n.º 523 de 1847. Foi antecedido pelo Gabinete Itaboraí II e sucedido pelo Gabinete Rio Branco.

## Contexto
Segundo Sérgio Buarque de Holanda (2004):
Ao estabelecimento da aliança entre os liberais e a dissidência conservadora, no terreno da reforma servil, segue-se logo a substituição do Gabinete Itaboraí. [...] O novo Gabinete Conservador presidido por Pimenta Bueno (Visconde de São Vicente), autor dos projetos iniciais, e do qual faz parte também Teixeira Júnior, líder da dissidência parlamentar, é substituído a 7 de março de 1871, após curtíssima gestão.

## Composição
O gabinete foi composto da seguinte forma:
- Presidente do Conselho de Ministros: José Antônio Pimenta Bueno, Visconde de São Vicente.
- Ministro dos Negócios do Império: João Alfredo Correia de Oliveira.
- Ministro da Justiça: José Ildefonso de Sousa Ramos, Barão das Três Barras.
- Ministro dos Estrangeiros: José Antônio Pimenta Bueno.
- Ministro da Fazenda: Francisco de Sales Torres Homem.
- Ministro da Marinha: Luís Antônio Pereira Franco.
- Ministro da Guerra: José Antônio Correia da Câmara, 2º Visconde de Pelotas; serviu interinamente João Frederico Caldwell, até 9 de novembro, em que foi nomeado Raimundo Ferreira de Araújo Lima, por não ter o Visconde de Pelotas aceitado o cargo.
- Ministro da Agricultura, Comércio e Obras Públicas: Jerônimo José Teixeira Júnior; substituído interinamente de 20 de novembro em diante por João Alfredo Correia de Oliveira.

## Programa de governo
Segundo o Presidente do Conselho de Ministros (1870):
O país demanda, sem dúvida, algumas medidas ou reformas muito importantes. Especializarei as que se referem ao elemento servil e à melhor administração da Justiça. A primeira exige uma solução prudente, previdente, que procure compor e harmonizar os valiosos interesses que nesse assunto estão incluídos.
O gabinete apresentou o seguinte programa de governo:
- Desenvolver as forças industriais.
- Reformar a questão do elemento servil.
- Melhorar a administração da Justiça.

## Legislação aprovada
O gabinete aprovou a seguinte legislação:
- Lei nº 1.904 de 17 de outubro de 1870: Estabelece para S. A. Imperial a Sra. D. Isabel e seu augusto esposo (nos termos do respectivo contrato matrimonial) um patrimônio em terras nas províncias de Santa Catarina e Sergipe.
- Lei nº 1.905 de 17 de outubro de 1870: Estabelece para S. A. a Sra. D. Leopoldina e seu augusto esposo (nos termos do respectivo contrato matrimonial) um patrimônio em terras nas províncias do Paraná e Espírito Santo.
- Decreto nº 4.615 de 19 de outubro de 1870: Aprova o contrato celebrado com a Companhia Rio de Janeiro Street Railway para construção dos ramais do Caju, Cancela e Rio Comprido e continuação da via dupla na linha do Andaraí.
- Decreto nº 4.644 de 24 de dezembro de 1870: Amplia as atribuições dos presidentes de províncias e inspetores das tesourarias de fazenda na solução dos negócios do Ministério da Fazenda.
- Decreto nº 4.653 de 28 de dezembro de 1870: Aprova o novo regulamento da repartição dos telégrafos.
- Decreto nº 4.666 de 4 de janeiro de 1871: Cria nesta Corte um novo conservatório dramático, marcando suas atribuições, e dando outras providências.
- Decreto nº 4.668 de 5 de janeiro de 1871: Altera algumas disposições do Decreto nº 817 de 30 de agosto de 1851, relativo ao modo como se há de proceder, nos casos de vaga, para o provimento definitivo dos ofícios de justiça (vid. igualmente o Decreto nº 468 de 27 de janeiro de 1871).
- Decreto nº 4.675 de 14 de janeiro de 1871: Estabelece o processo que se deve seguir nos exames dos estudantes da faculdade de Direito e de Medicina (vid. o Decreto nº 4.806 de 22 de outubro de 1871).
- Decreto nº 4.676 de 14 de janeiro de 1871: Cria na Corte uma diretoria geral de estatística (em virtude da autorização do Art. 2° da Lei nº 1.829 de 9 de setembro de 1870) e manda executar o respectivo regulamento.
- Decreto Nº 4.678 de 15 de Janeiro de 1871: Manda observar o regulamento para evitar abalroações dos navios brasileiros de guerra ou mercante entre si, e em concorrência com os estrangeiros.
- Decreto nº 4.679 de 17 de Janeiro De 1871: Estabelece no arsenal de Marinha da Corte um externato para o ensino das matérias preparatórias do curso da Escola de Marinha.
- Decreto nº 4.696 de 16 de fevereiro de 1871: Aprova o novo regulamento do corpo dos engenheiros civis.